# Regattastrecke Oberschleißheim

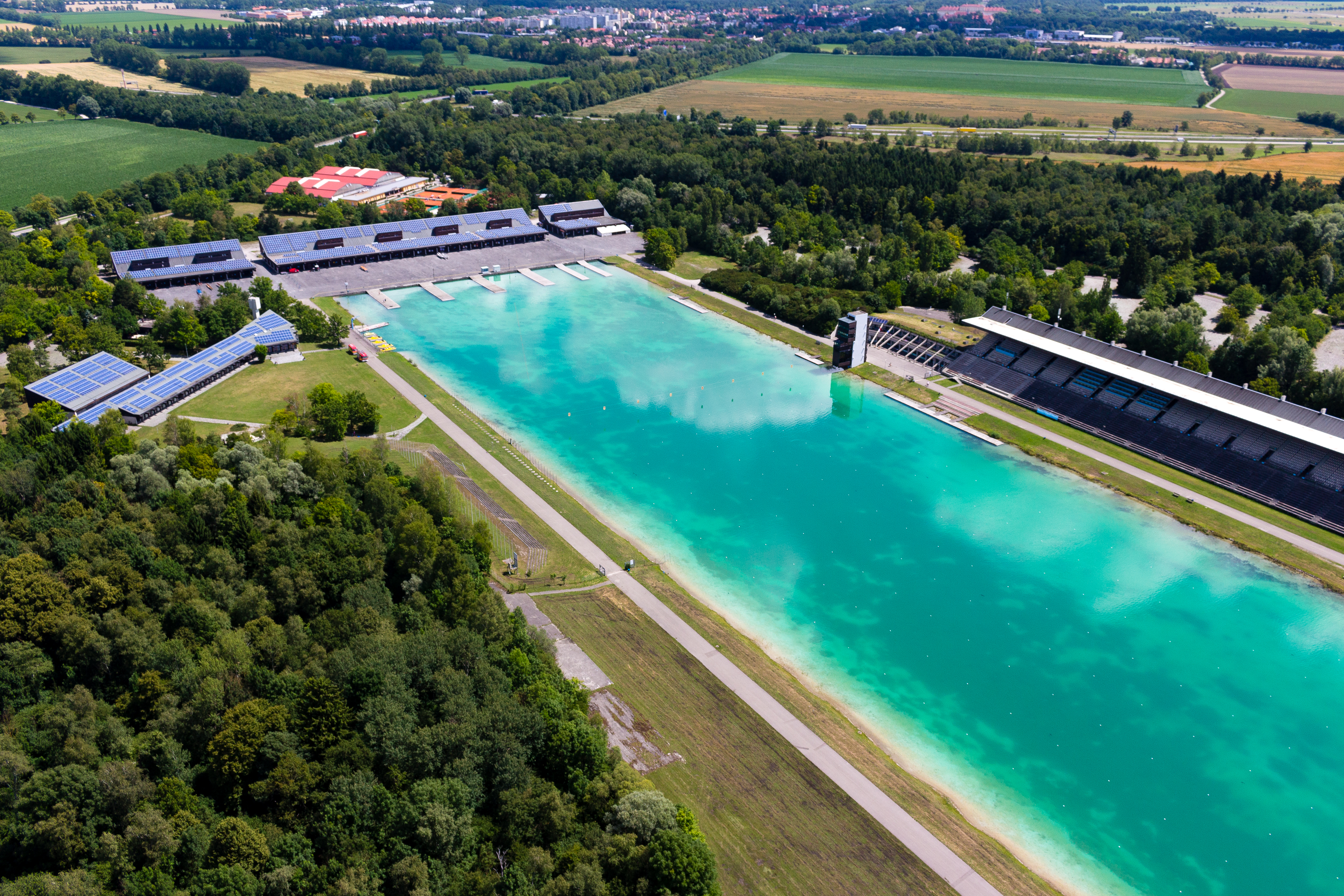
Haupttribüne, Zielturm und Zielbereich

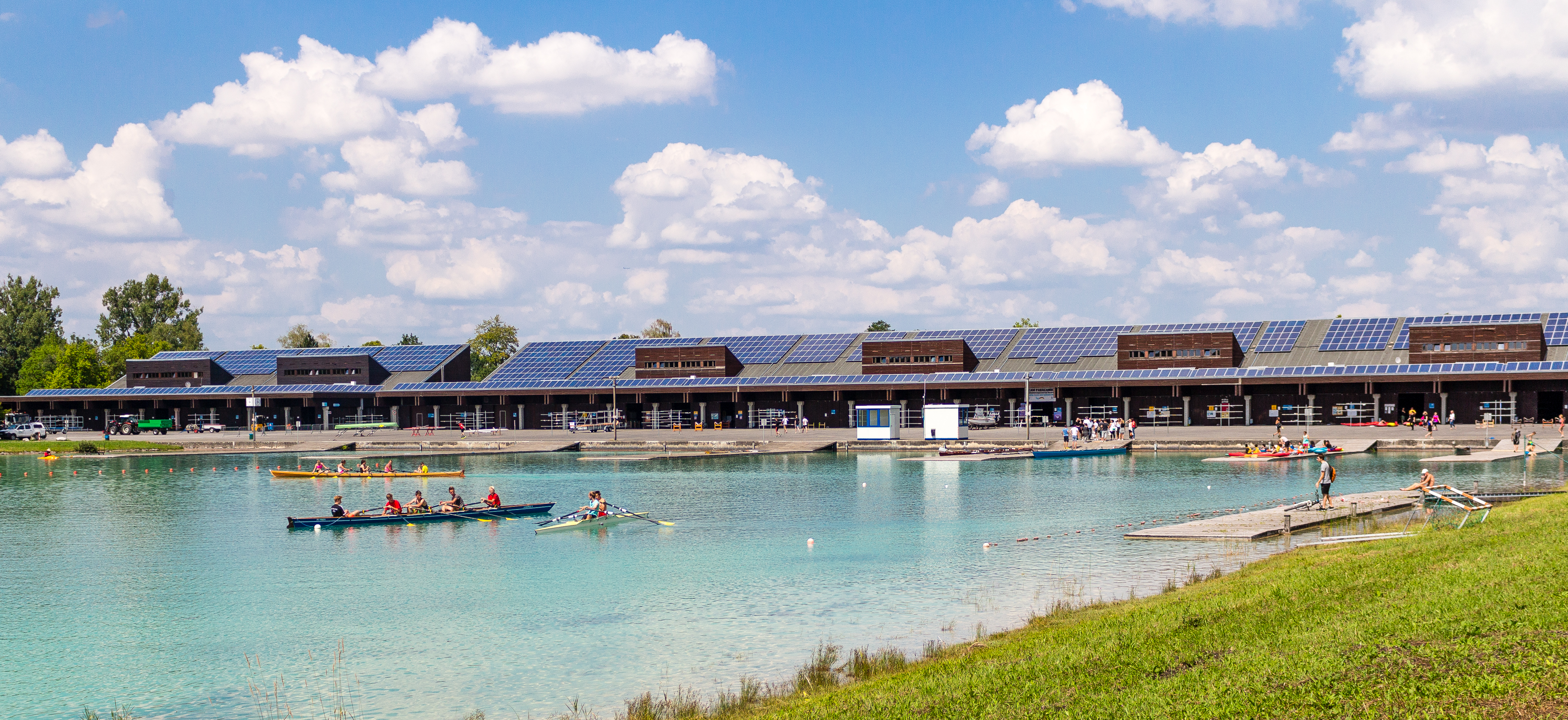
Zielbereich

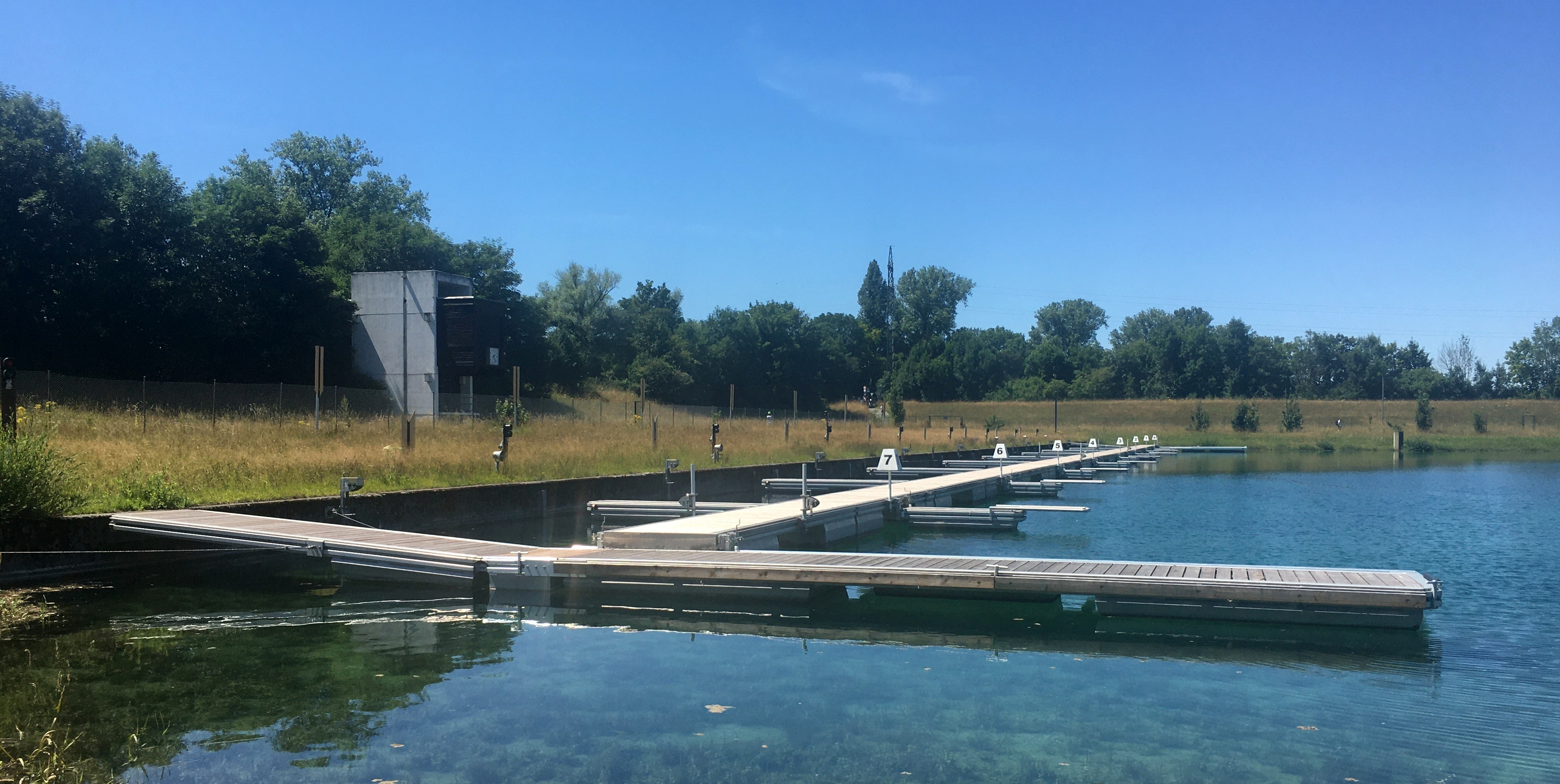
Steganlage im Startbereich (2022), im Hintergrund der Startturm

Die Regattastrecke Oberschleißheim (auch Regattaanlage Feldmoching-Oberschleißheim genannt) ist ein künstlicher, rechteckiger und 2,23 km langer Grundwassersee am Nordrand von München. Sie wurde für die Olympischen Sommerspiele 1972 angelegt und war Austragungsort der Wettkämpfe im Kanurennsport und Rudern. Die Anlage steht seit 2018 unter Denkmalschutz.

## Geographische Lage
Das am nördlichen Rand der Münchner Schotterebene gelegene Areal befindet sich im Dachauer Moos zwischen den Kernorten der Gemeinden Karlsfeld im Südwesten, Oberschleißheim im Nordosten sowie dem Münchener Stadtgebiet mit dem Stadtbezirksteil Feldmoching im Süden. Der etwas größere Südwestteil der Regattastrecke gehört zu München, die Bootshallen mit dem Zielbereich liegen auf dem Oberschleißheimer Gemeindegebiet. Die Anlage befindet sich am niedrigsten Punkt Münchens auf etwa 480 m ü. NHN. Etwa 600 Meter nordöstlich vom Nordostende der Regattastrecke liegt die Anschlussstelle Oberschleißheim der Bundesautobahn 92 mit der dort die Autobahn überquerenden Bundesstraße 471, welche die Regattaanlage wenige Meter nördlich passiert; dort gibt es zahlreiche Parkplätze. Die A 92 zweigt 2,7 Kilometer südsüdöstlich der Regattastrecke von der Bundesautobahn 99 ab. In östlicher Nachbarschaft liegt auch auf der Grenze von München und Oberschleißheim der Regattaparksee, ein ehemaliger Baggersee, der teilweise zum Baden genutzt werden darf.

## Regattastrecke
Die Spiegellänge des Regattatrogs beträgt seit der Fertigstellung im August 1971 insgesamt 2.230 m, er ist 140 m breit und 3,5 m tief. Für längere Distanzen wie den 5.000 m Kanadier C1 und Kajak K1 wird ein Rundkurs angelegt, der z. B. bei den Kanurennsport-Europameisterschaften 2022 eine Länge von etwa 800 m hatte. Die Höhenlage der umgebenden Landschaft wechselt von 485,5 m am Start im Südwesten und 480 m am Ziel im Nordosten. Um faire Bedingungen für die Sportler zu gewährleisten, wurde die Beckenachse parallel zur Hauptwindrichtung, Südwesten-Nordosten, angelegt. Im Volksmund wird die Regattastrecke oftmals „Ruderregatta“ genannt. Dieser Ausdruck, der eigentlich eine Sportveranstaltung bezeichnet, findet sich sogar auf verschiedenen Wegweisern und Straßenschildern im Umland.
Bis heute wird die Regattastrecke von Ruderern und Kanuten zum Training genutzt, außerdem finden nationale und internationale Meisterschaften im Ruder- und Kanusport statt, darunter die Ruder-Weltmeisterschaften 2007. Um das Becken verläuft ein Asphaltweg, der bei Inlineskatern sehr beliebt ist. Zur Regattastrecke gehören zahlreiche Nebengebäude (Unterkunftsgebäude mit Sporthalle, Bootshallen mit Sanitäranlagen, Jurygebäude, Zielturm) sowie eine Zuschauertribüne.

## Geschichte

### Vom Bau bis zu den Olympischen Spielen

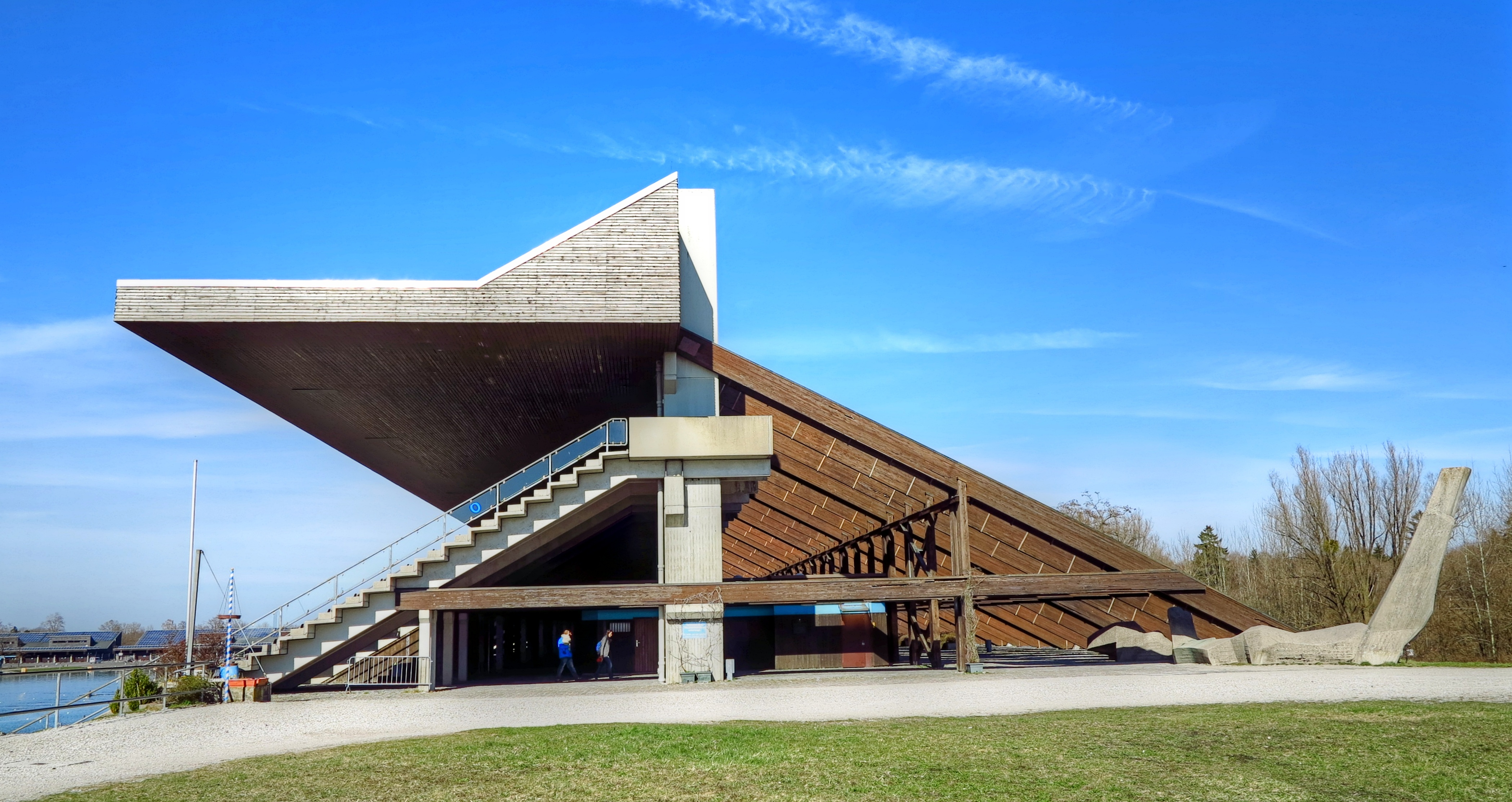
Zentrale Tribüne (Zustand 2012). Das Pultdach wird von 18 unter Holz gelegten Stahlspannseilen gehalten. Im Bereich der bodennahen Zuganker ist die Betonplastik von Hans Kastler sichtbar.

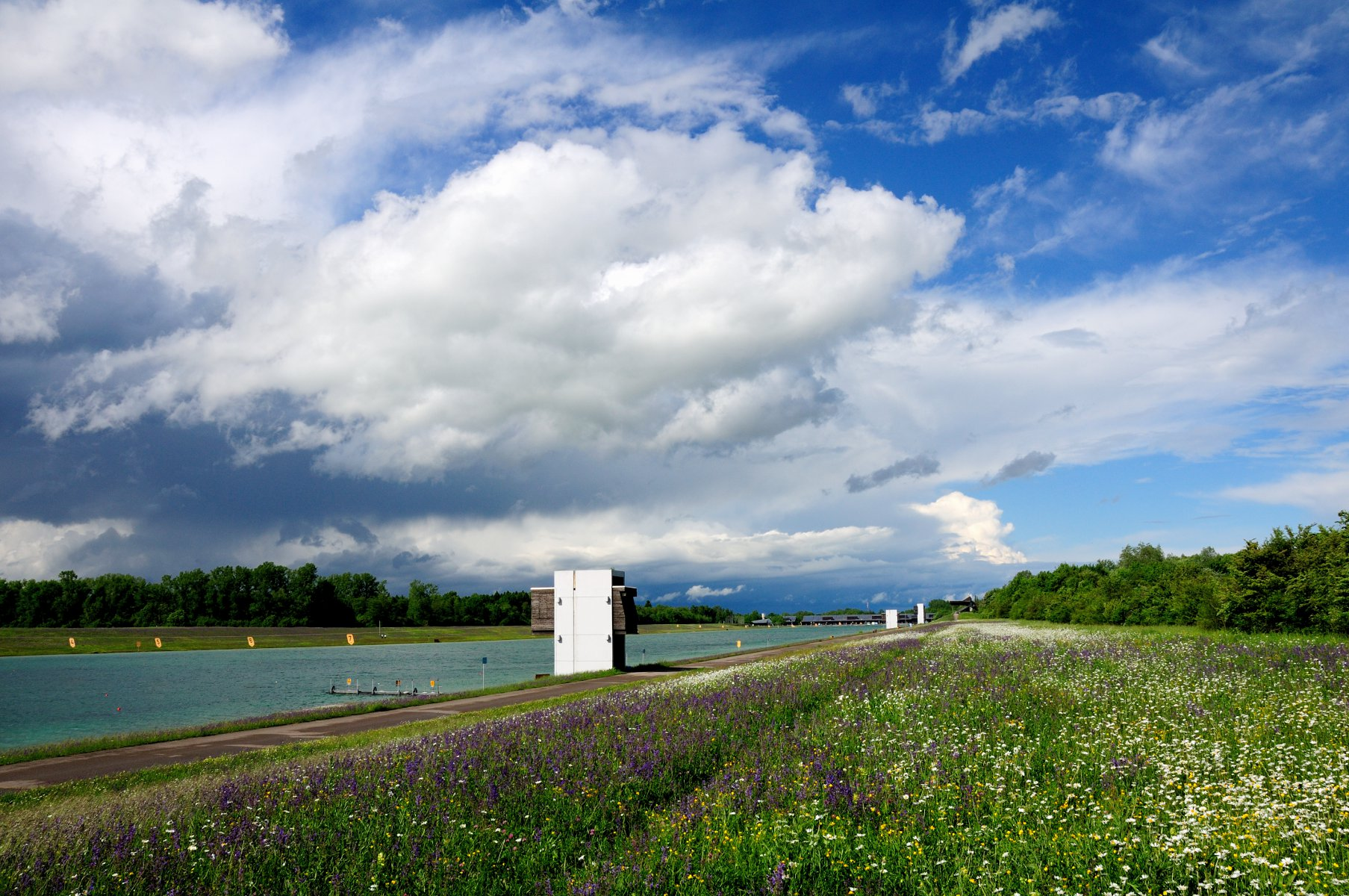
Regattastrecke (Zustand 2010)

Neben dem Münchener Oberwiesenfeld, auf dem ab Frühjahr 1968 der Olympiapark (München) entstand, ist keine weitere Sportstätte der Olympischen Sommerspiele 1972 so vielen technischen, geologischen, hydrologischen und aerodynamischen Untersuchungen unterzogen worden. Ein wichtiger Punkt für die Entscheidung, Oberschleißheim als Wettkampfstätte zu wählen, lag an der günstigen Verkehrsanbindung, da bei den attraktiven Ruder- und Kanuwettbewerben mit einer verhältnismäßig hohen Besucherquote von 24.000 Personen gerechnet wurde. Zudem stellte sich das Gelände als weitgehend eben dar und besaß einen hohen Grundwasserstand.

#### Voruntersuchungen
Im Vorfeld hatten Untersuchungen an den Seen im Bayerischen Oberland, am Sylvensteinspeicher und an verschiedenen Orten im Bereich der Münchner Schotterebene stattgefunden. Daneben war unter anderem das Gelände bei Zengermoos nahe Moosinning im Landkreis Erding und in Königsdorf im Landkreis Bad Tölz-Wolfratshausen geprüft worden. Das Königsdorfer Moor im Bereich des Sportflugplatzes hatte letztendlich mit Ausnahme der relativ weiten Entfernung zum Oberwiesenfeld alle technischen Voraussetzungen erfüllt. Am Ende wurde jedoch der bereits bei der Olympiabewerbung 1966 ins Auge gefasste Standort Feldmoching-Oberschleißheim als Wettkampfstätte gewählt. Zwar lagen die Mehrkosten für das 85 Hektar große Grundstück in Oberschleißheim bei rund 4 Millionen DM über denen in Königsdorf, doch wurde bei der Entscheidung vom März 1969 neben der Überlegung, das Motto vom „Olympia der kurzen Wege“, wahrzumachen auch an die nacholympische Nutzung gedacht, wobei die Nähe zu München den letzten Ausschlag gab. Im Gegensatz zu Königsdorf hatten bei der sehr kurzfristig – am 1. April 1969 – getroffenen Entscheidung für Oberschleißheim bis zu diesem Zeitpunkt noch keine Geländeprüfungen stattgefunden. Damit die Olympia-Baugesellschaft im September 1969 mit den Bauarbeiten beginnen konnte, mussten diese Untersuchungen – darunter hydrologische Fragen, genaue Bodenaufschlüsse und pflanzensoziologische Aufnahmen – unter sehr hohem Zeitdruck erbracht werden.

#### Bau- und Landschaftskonzept
Die Gesamtgestaltung der Außenanlagen wurde der Architekten- und Ingenieurgemeinschaft Eberl und Partner aus München (Partner: Helmut Weippert, Erich Heym, Otto Leitner) übertragen. Im Juni 1969 war Eberl mit 13 anderen Architekten von der Olympia-Baugesellschaft zu einem beschränkten Wettbewerb eingeladen worden, den er für sich entschied. Als Landschaftsarchitekt erhielt Georg Penker aus Neuß den Zuschlag. Zum eigentlichen Streckenbau kam unter anderem die von den Architekten geplante Verlegung des Schwebelbaches auf einer Länge von einem Kilometer. Wichtig war dem Architekten, dass sich das Gesamtkonzept der Anlage harmonisch in die Landschaft des Dachauer Mooses einband. Das sollte auch die überwiegende Verwendung von Holz als Baustoff unterstreichen. So wurden auch Konstruktionsdetails, wie die das weit auskragende Pultdach der Haupttribüne haltenden 18 Stahlspannseile an der Rückseite mit einer Holzverblendung kaschiert. Die Durchführung aller Holzbauarbeiten übernahmen ausschließlich regionale Zimmereien. Deren hochwertige Arbeit ist noch heute deutlich erkennbar.
Landschaftsarchitektonisch sollte die Anlage im Einklang mit den jahrhundertealten raumgliedernden Strukturen im Dachauer Mooses stehen. So verwies Penker auf die geradlinigen Straßen und Baumhecken und Buschstreifen sowie die von Kurfürst Max Emanuel (1662–1726) angelegten Kanäle. Das Thema Heckenlandschaft wurde daher auf dem gesamten Areal verwirklicht. Um der Natur viele Gestaltungsmöglichkeiten zu lassen, wurden die Parkplätze nicht versiegelt, sondern mit historischen Pflastersteinen belegt, die beim damaligen verkehrstechnischen Ausbau Münchens entfernt worden waren. Heute wächst zwischen deren Ritzen wilder Thymian. In den extensiv bewirtschafteten Wiesenflächen um den Regattatrog findet sich Wiesensalbei. Zu den hier vorkommenden Schmetterlingsarten zählen Hauhechel-Bläuling, Kleiner Feuerfalter sowie Landkärtchen. Es war für die Zeit nach den Spielen geplant, einen der beiden über zwei Kilometer langen Uferstreifen für den Badebetrieb freizugeben. Außerdem bestand die Möglichkeit, die bereits vor der Eröffnung zu tausenden eingesetzten Forellen zu angeln. Bis heute ist das Baden während der veranstaltungsfreien Tage an einem rund 500 Meter langen Streifen entlang der Tribüne möglich und auch für Angler blieb der Regattatrog interessant. Das Gewässer wird seit seiner Einrichtung durch den Verein „Die Isarfischer“ bewirtschaftet.

#### Errichtung
Nach einer Ausschreibung im Juni 1969 hatte die Olympia-Baugesellschaft der Dorsch Consult die Planung und Bauleitung für die Tiefbauarbeiten übertragen. Viele Genehmigungsverhandlungen in Zusammenhang mit dem Wasserrechtsverfahren waren vor dieser Ausschreibung nötig gewesen. Für die Ausführung der am 1. September 1969 begonnenen Tiefbauten war die Arbeitsgemeinschaft Schöndorfer-Putz zuständig. Zur Infrastruktur während der Spiele gehörten insgesamt 5.000 Kfz-Stellflächen für Besucher, von denen auf dem Regattagelände jedoch lediglich 2.400 nördlich der Bootshallen und im Tribünenbereich bereitgestellt werden konnten. Insgesamt sind 2.790.000 Kubikmeter an Kiesen, Mutter- und Waldboden für den Bau bewegt worden.
Der bei den Ausschachtungsarbeiten angefallene Aushub wurde für die damals in diesem Bereich ebenfalls im Bau befindliche A 99 sowie für die Errichtung eines ursprünglich nicht in den Planungen vorgesehenen Aussichtshügels im nahegelegenen Schwarzhölzl-Wald genutzt. Die Aufschüttung des Hügels, dem heutigen Schwarzhölzlberg (509,4 m), auf dem Teile des 1985 ausgewiesenen Naturschutzgebiets Schwarzhölzl liegen, war eine aus der Not geborene Maßnahme, da eine Nutzung der B 471 für Transportfahrzeuge der Olympia-Baugesellschaft von den Verkehrsbehörden aufgrund der erwarteten verkehrstechnischen Überlastung – insbesondere während der Stoßzeiten – abgelehnt wurde. Mithilfe der Stadt München und der Forstbehörden wurde jedoch ein forsttechnisch nicht wertvolles Grundstück für Schüttzwecke gefunden. So konnte der Ausbau der Regattastrecke ohne Zeitverlust weitergehen. Der Hügel besteht aus rund 600.000 Kubikmetern abgefahrenem Waldboden und Abraumkies.
Die Tribünen mit dem Zielturm im östlichen Zielbereich besaßen während der Spiele 9.000 Sitz- und 16.000 Stehplätze sowie weitere Plätze für Ehrengäste, Presse, Rundfunk- und Fernsehkommentatoren. Im rückwärtigen Bereich dieser Anlage waren unter anderem mehrere Cafeterien, Kioske, Rundfunk- und Fernsehzentren, Presseräume, ein Postamt sowie ein Fernschreibraum untergebracht. Daneben gab es eine Ausstellung über die Entwicklung der Sportruderboote und Kanus mit zahlreichen Demonstrationsobjekten.
Am 29. Juni 1972 ging die Anlage durch einen Konsortialvertrag zwischen Bund, Land und München zusammen mit anderen Olympiastätten in das Eigentum der bayerischen Landeshauptstadt über. Laut diesem Vertrag hatte die Stadt alle Folgekosten für die Regattastrecke alleine zu tragen.

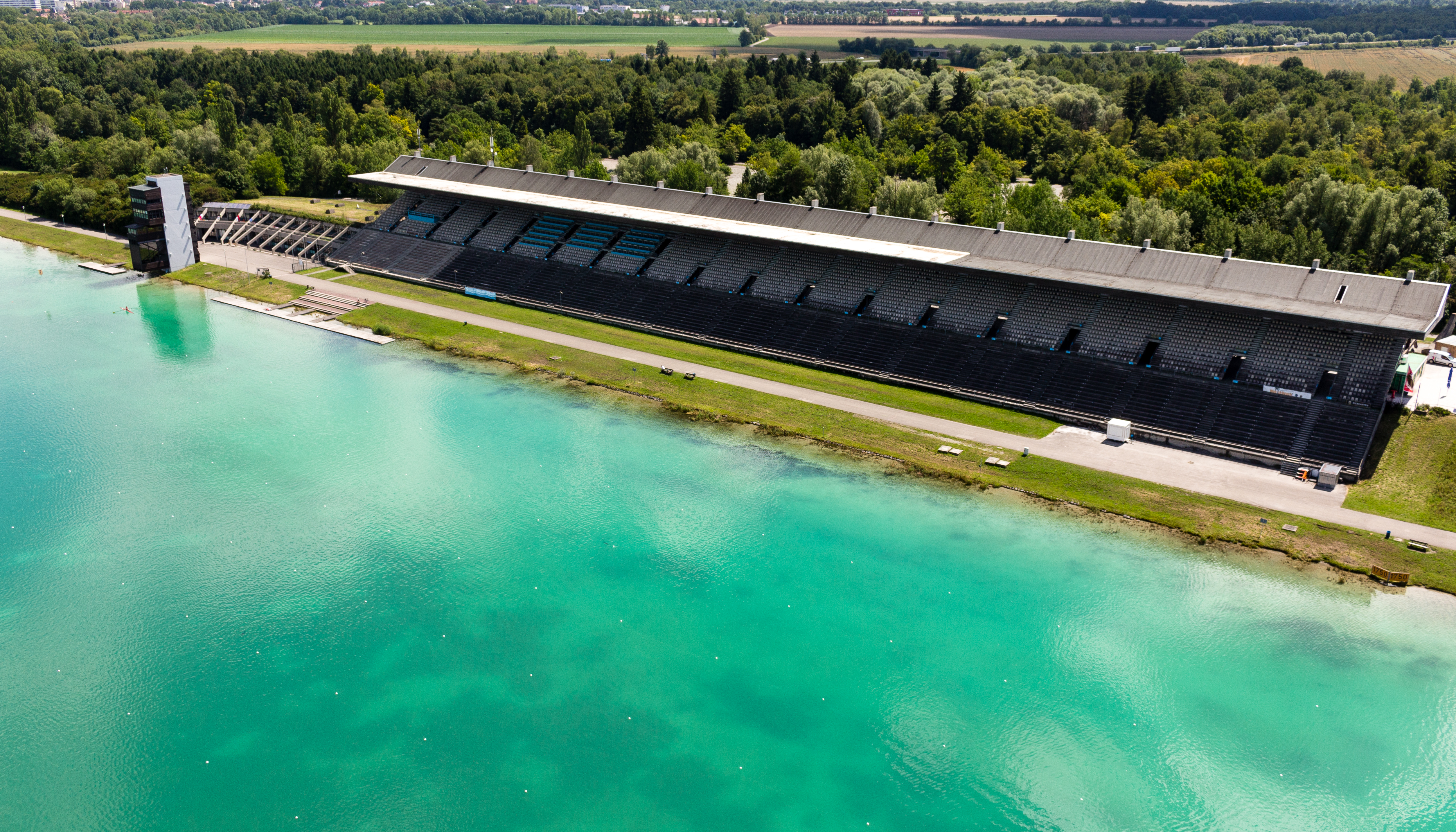
Haupttribüne und Zielturm
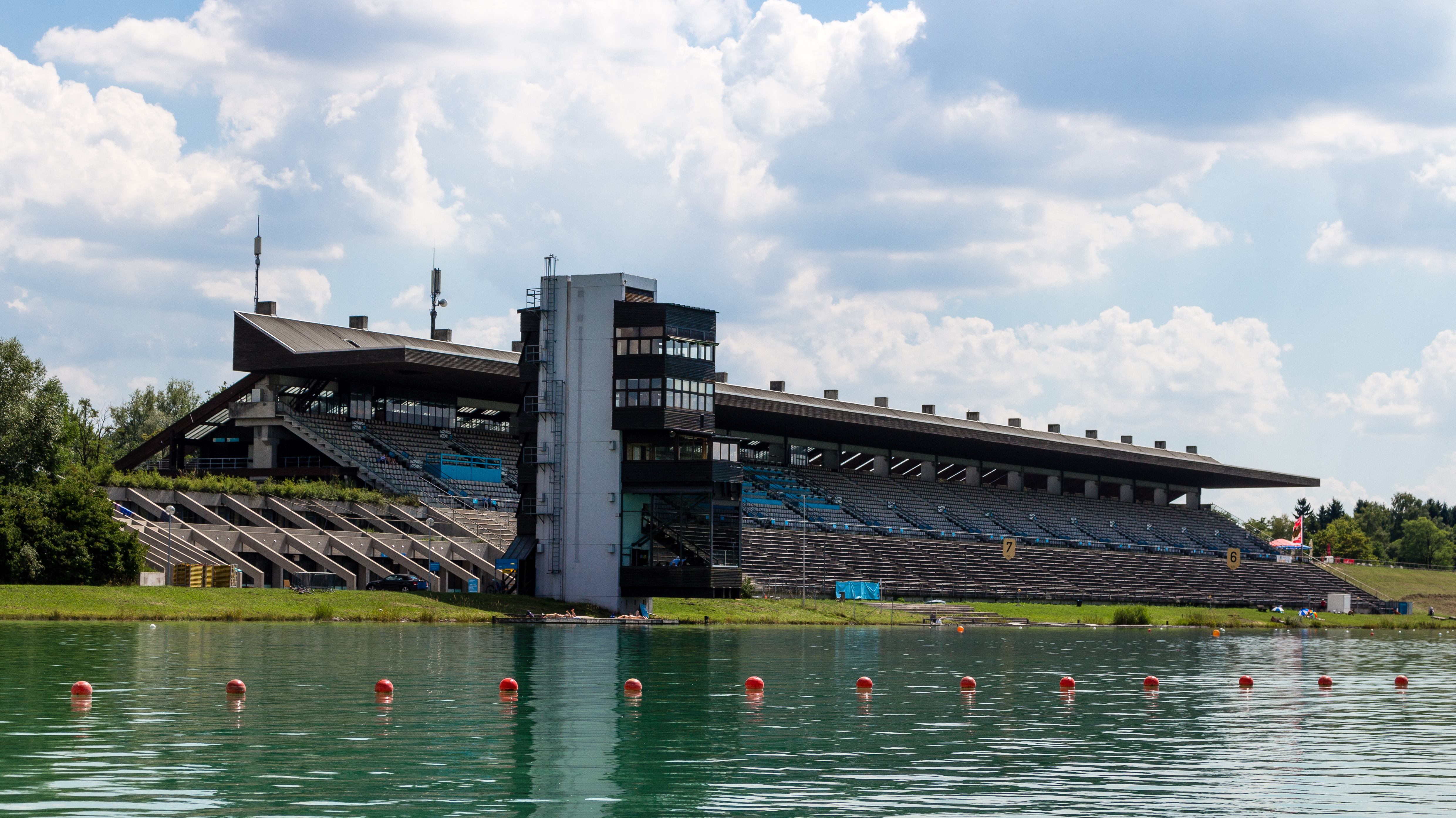
Zielturm und Tribüne
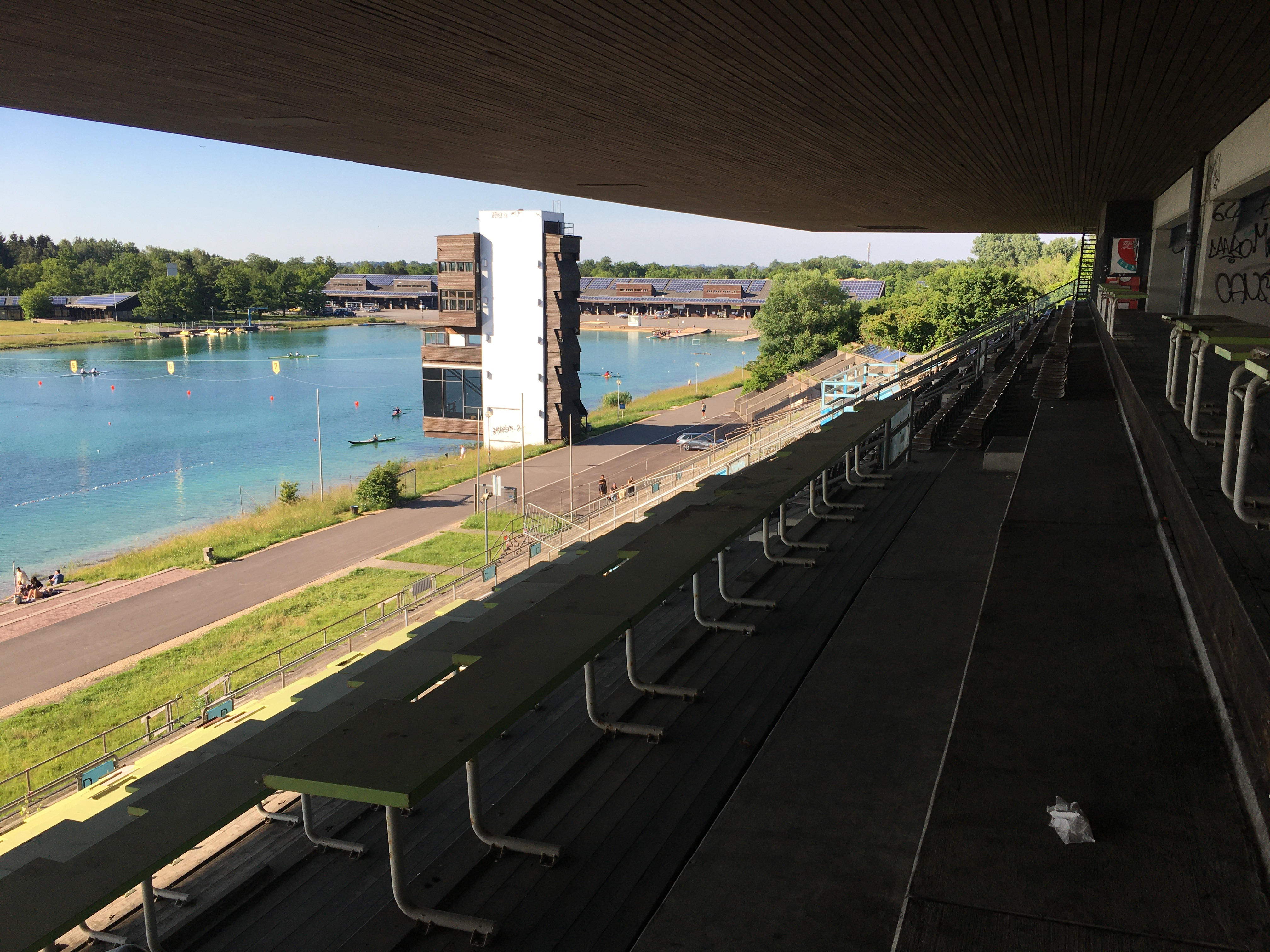
Blick von den obersten Reihen der Tribüne auf den Zielturm und die Bootshäuser im Hintergrund
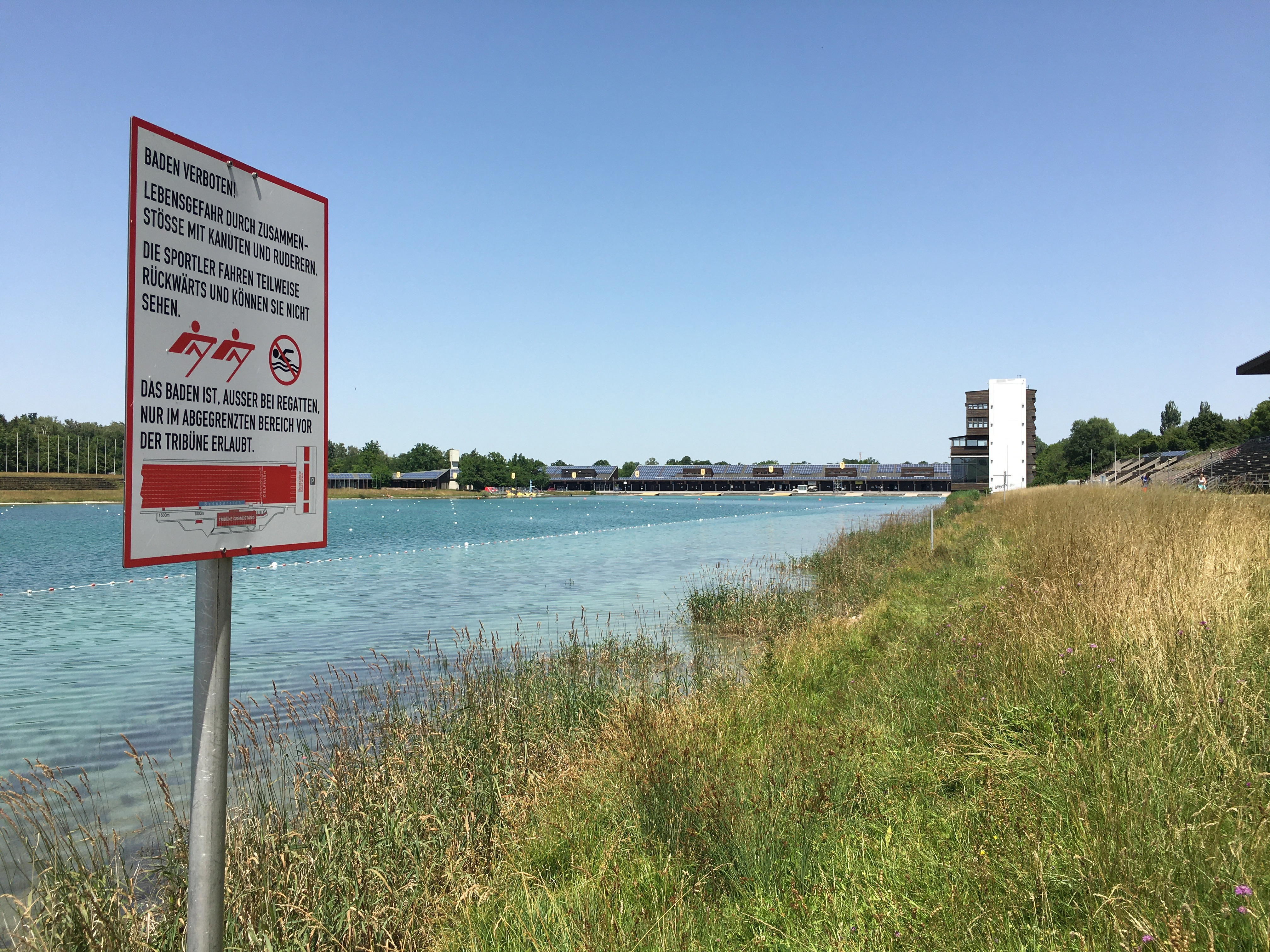
Hinweistafel vor der Tribüne, die auf die Begrenzung des Badebereichs auf die Uferzone hinweist

#### Kunst am Bau
Die Olympia-Baugesellschaft gab für die Ausschmückung der Regattastrecke auch drei Kunstwerke in Auftrag. Am auffallendsten ist die Betonplastik des österreichischen Bildhauers Hans Kastler, die sich – ähnlich einer Schlange – um die Holzbinder hinter der Haupttribüne windet und damit die starre Konstruktion optisch unterbricht. Gemeinsam mit dem Architekten Michael Eberl gewann der Künstler damit 1975 den Goslarer Preis „Kunst und Architektur“. Auch der Bildhauer Karlheinz Hoffmann (1925–2011) gehörte zu den gestaltenden Kräften. Statt einer Skulptur zog er es vor, einen Platz der Begegnung zu schaffen und errichtete den Fest- und Feuerplatz der Anlage, der bis heute von den Sportlern als Grill- und Feierort genutzt wird. Das dritte Kunstwerk, eine weitere Plastik, befindet sich im Innenhof der Sauna und wurde von Arnold Ulrich Hertel entworfen.

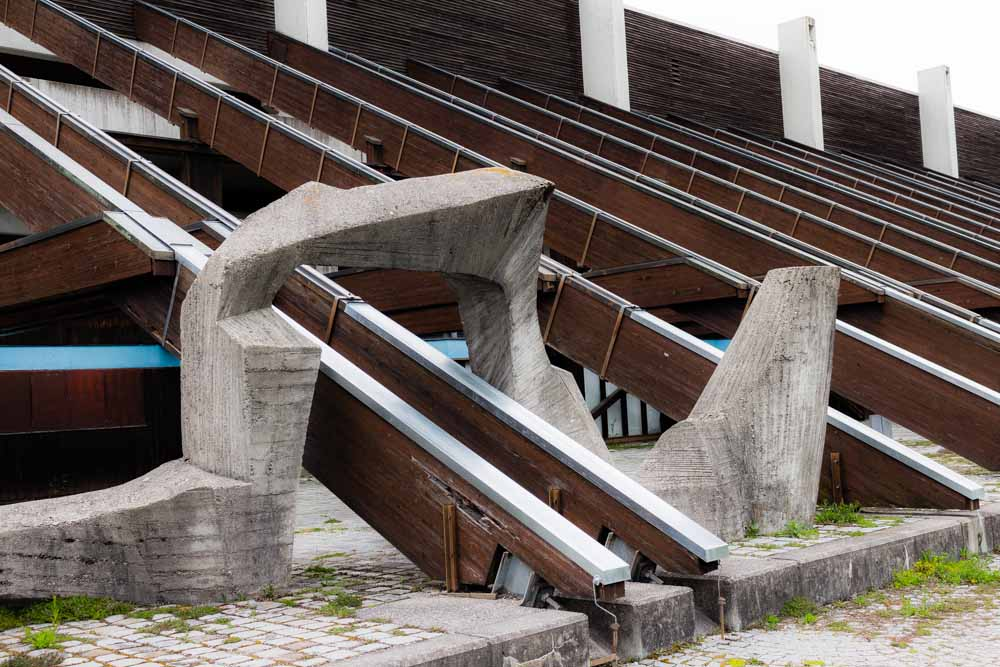
Betonplastik an der Rückseite der zentralen Tribüne
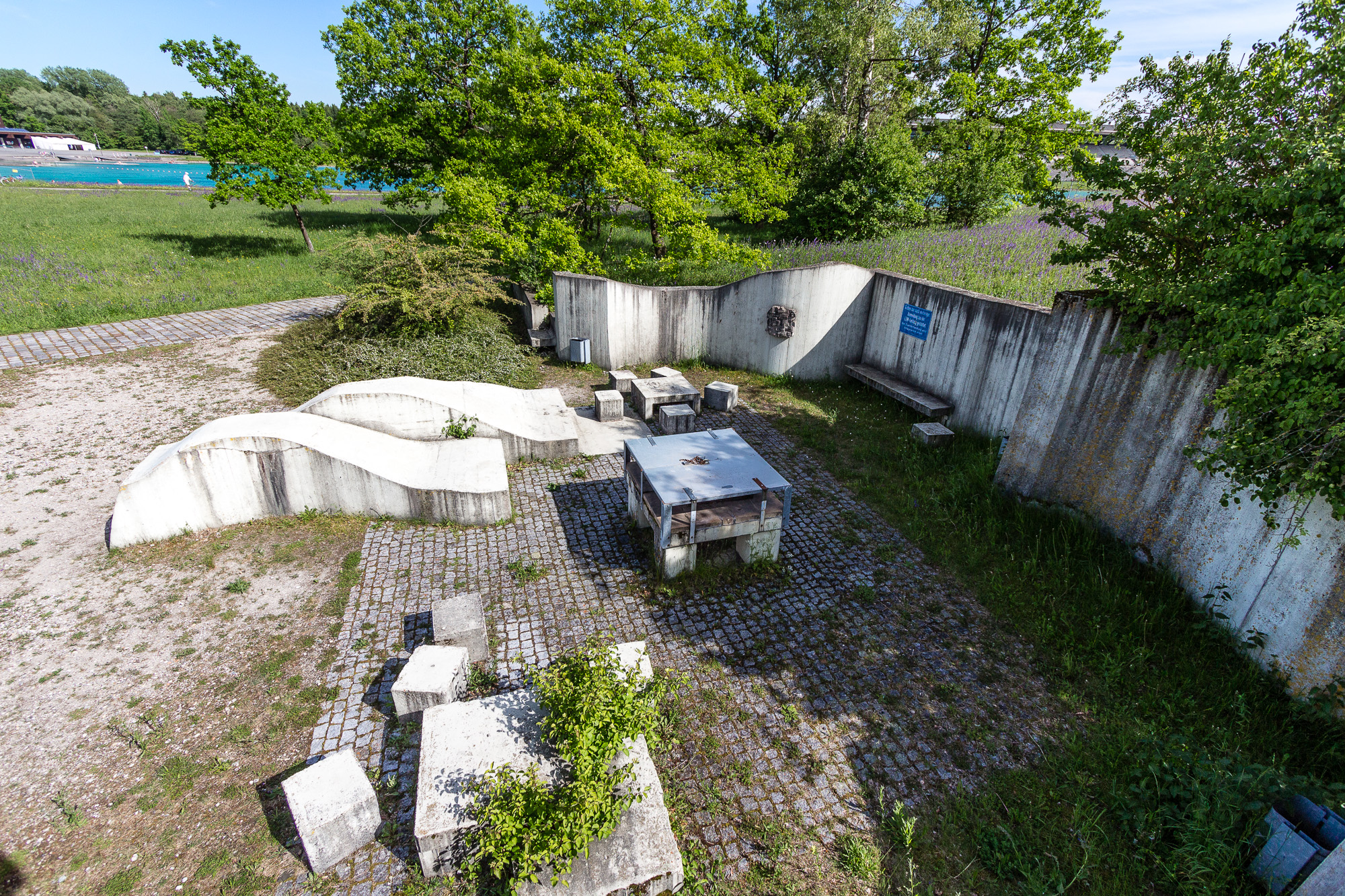
Fest- und Feuerplatz

### Olympische Regattawettbewerbe 1972
Während der Olympischen Sommerspiele von 1972, die 26. August bis zum 11. September stattfanden, wurden auf der Regattastrecke Oberschleißheim diese Regattawettbewerbe ausgetragen:
| Zeitplan der Regattawettbewerbe bei den Olympischen Sommerspielen 1972 | Zeitplan der Regattawettbewerbe bei den Olympischen Sommerspielen 1972 | Zeitplan der Regattawettbewerbe bei den Olympischen Sommerspielen 1972 | Zeitplan der Regattawettbewerbe bei den Olympischen Sommerspielen 1972 | Zeitplan der Regattawettbewerbe bei den Olympischen Sommerspielen 1972 | Zeitplan der Regattawettbewerbe bei den Olympischen Sommerspielen 1972 | Zeitplan der Regattawettbewerbe bei den Olympischen Sommerspielen 1972 | Zeitplan der Regattawettbewerbe bei den Olympischen Sommerspielen 1972 | Zeitplan der Regattawettbewerbe bei den Olympischen Sommerspielen 1972 | Zeitplan der Regattawettbewerbe bei den Olympischen Sommerspielen 1972 | Zeitplan der Regattawettbewerbe bei den Olympischen Sommerspielen 1972 | Zeitplan der Regattawettbewerbe bei den Olympischen Sommerspielen 1972 | Zeitplan der Regattawettbewerbe bei den Olympischen Sommerspielen 1972 | Zeitplan der Regattawettbewerbe bei den Olympischen Sommerspielen 1972 | Zeitplan der Regattawettbewerbe bei den Olympischen Sommerspielen 1972 | Zeitplan der Regattawettbewerbe bei den Olympischen Sommerspielen 1972 | Zeitplan der Regattawettbewerbe bei den Olympischen Sommerspielen 1972 | Zeitplan der Regattawettbewerbe bei den Olympischen Sommerspielen 1972 | Zeitplan der Regattawettbewerbe bei den Olympischen Sommerspielen 1972 |
| August/September 1972                                                  | 26.                                                                    | 27.                                                                    | 28.                                                                    | 29.                                                                    | 30.                                                                    | 31.                                                                    | 1.                                                                     | 2.                                                                     | 03.                                                                    | 04.                                                                    | 5.                                                                     | 6.                                                                     | 7.                                                                     | 8.                                                                     | 9.                                                                     | 10.                                                                    | 11.                                                                    |                                                                        |
| ---------------------------------------------------------------------- | ---------------------------------------------------------------------- | ---------------------------------------------------------------------- | ---------------------------------------------------------------------- | ---------------------------------------------------------------------- | ---------------------------------------------------------------------- | ---------------------------------------------------------------------- | ---------------------------------------------------------------------- | ---------------------------------------------------------------------- | ---------------------------------------------------------------------- | ---------------------------------------------------------------------- | ---------------------------------------------------------------------- | ---------------------------------------------------------------------- | ---------------------------------------------------------------------- | ---------------------------------------------------------------------- | ---------------------------------------------------------------------- | ---------------------------------------------------------------------- | ---------------------------------------------------------------------- | ---------------------------------------------------------------------- |
| Kanurennsport                                                          |                                                                        |                                                                        |                                                                        |                                                                        |                                                                        |                                                                        |                                                                        |                                                                        |                                                                        |                                                                        | Attentat                                                               | Vor- läufe                                                             | Hoffnungs- läufe                                                       | Semi- finale                                                           | Final- läufe                                                           |                                                                        |                                                                        |                                                                        |
| Rudern                                                                 |                                                                        | Vor- läufe                                                             | Reserve- tag                                                           | Hoffnungs- läufe                                                       | Reserve- tag                                                           | Halb- finale                                                           | Kleines Finale                                                         | Final- läufe                                                           |                                                                        |                                                                        |                                                                        |                                                                        |                                                                        |                                                                        |                                                                        |                                                                        |                                                                        |                                                                        |

### Nach 1972
Für seine architektonische Leistung wurde Eberl 1973 mit dem Großen Preis des Bundes Deutscher Architekten geehrt. Da das Bundesinnenministerium nach den Olympischen Spielen an der Regattastrecke ein bis heute existierendes Leistungszentrum einrichtete und förderte, das nicht ausschließlich dem Spitzensport dienen sollte, beteiligte es sich trotz des Konsortialvertrages laut einer Vereinbarung vom 13. Juni 1973 zusammen mit der Landeshauptstadt München an den laufenden Kosten der Anlage. Bis 1978 waren dies 1,6 Millionen DM. Neben dem 31 Hektar großen Wasserbecken umfasste die Olympiaanlage zu dieser Zeit weite Freiflächen, Tribünen für 26.000 Personen, große Hallen- und Parkplatzbauten sowie ein Unterkunftsgebäude.
In der Folge wurde die Regattastrecke außerdem häufig für nationalen und internationalen Wettkämpfe im Ruder- und Kanurennsport genutzt. Es werden regelmäßig deutsche Meisterschaften im Ruder- und Kanurennsport ausgetragen, so 2010 die Deutsche Großbootmeisterschaft im Rudern sowie 2017 die Deutschen Junioren-Meisterschaften im Rudern. 1994 gründete sich der Olympia-Regattaverein München. Dieser sollte die Vereine, die bis dahin die Regatten organisiert hatten, entlasten und richtet seitdem jährlich rudersportliche Großveranstaltungen aus. 1997 war Oberschleißheim so Austragungsort des ersten Ruder-Weltcups. 1981 und 2007 konnten auch die Ruder-Weltmeisterschaften hierher geholt werden. Beide Regatten waren große Zuschauererfolge – 2007 waren insgesamt über 60.000 Besucher an der Strecke. Der Olympia-Regattaverein München e. V. musste jedoch in der Folge der Weltmeisterschaften von 2007 im Jahr 2013 Insolvenz anmelden. Seine Arbeit übernahm im gleichen Jahr der neu gegründete Regatta München e. V. Die 1. Internationale Junioren-Regatta des Deutschen Ruderverbandes findet hier seit 1995 jährlich statt.
Zur Erhöhung der Auslastung organisierte der ADAC Südbayern in den Jahren 1982 bis 1990 mehrere Motorbootwettbewerbe, teilweise kombiniert mit Luftkissenboots-Rennen. Höhepunkte waren die Rennen zur Formel-1-Weltmeisterschaftsserie in den Jahren 1984 und 1985. Trotz der idealen Bedingungen und des großen Zuschauerinteresses konnten später keine Motorbootrennen mehr durchgeführt werden. Ein neues bayerisches Gesetz schrieb vor, dass bei Sportveranstaltungen nur Motoren mit Katalysator eingesetzt werden durften. Dies war damals bei den verwendeten Zweitakt-Außenbordmotoren technisch nicht möglich.
2007 wurde ein Teil der Olympiatribüne – die ehemalige Stehtribüne – mangels Bedarf und aufgrund fortschreitender Erosion abgebrochen. Weitere Rückbauten betrafen die Zeitmesstürme.
Bis heute ist die Regattastrecke Heimstatt von Ruder- und Kanuvereinen. So haben hier das Leistungszentrum München für Rudern und Kanu, die Rudergesellschaft München 1972 e. V., der Schleißheimer Ruderclub e. V. und der MTV München von 1879 mit seiner Kanuabteilung ihre sportliche Heimat und haben mit ihrem Sportlern zahlreiche bayerische, deutsche und internationale Meisterschaften errungen.
Regatta München e. V. sowie der Kanu Regattaverein München veranstalten auf der Anlage jährlich diverse nationale und internationale Wettkämpfe und Meisterschaften im Kanu und Rudersport.
Im Jahr 2022 fanden die European Championships Munich 2022 vom 11. bis 21. August in München statt. Die Regattastrecke war im Rahmen der Veranstaltung Austragungsort für die Europameisterschaften im Kanu-Rennsport und Rudern.

## Fauna und Flora im Regattatrog
Neben den bereits zu den Olympischen Spielen in der Regattastrecke eingesetzten Bach- und Regenbogenforellen, die einen zu starken Bewuchs durch Wasserpflanzen verhindern sollten, kamen später weitere Fischarten wie Karpfen, Hechte, Barsche und Aale hinzu. 2006 wurden außerdem 3000 Edelkrebse aus dem Eibsee in das saubere Wasser der Regattastrecke umgesiedelt, um ihnen bessere Überlebenschancen zu bieten.